# Пісняр білокрилий
Пісняр білокрилий (Xenoligea montana) — вид горобцеподібних птахів родини Phaenicophilidae.

## Поширення
Вид поширений на острові Гаїті. Трапляється на гірських масивах де-ла-Отте і де-ла-Сель в Республіці Гаїті, та у Центральній Кордильєрі, горах Сьєрра-де-Баоруко і де-Нейба в Домініканській Республіці.

## Опис
Птах завдовжки 13–14 см з довгим хвостом і міцним дзьобом. Верхня частина спини і груди оливково-зелені. Голова темно-сіра, а хвіст і крила чорнуваті. Навколо очей часткове біле кільце. Також є біла смужка, що йде від очей до дзьоба. Черево біле, на боках переходить у сіре.

## Спосіб життя
Птах мешкає у лісах різноманітних типів. Живиться комахами, яких шукає на землі або у підліску.